# 논타부리
논타부리(Nonthaburi)는 태국 논타부리 주의 주도이다. 논타부리는 도시(테사반 나콘)의 지위를 가지고 있고 므앙논타부리 군의 5개의 땀본을 포함한다. 2006년 5월 기준으로 인구는 266,930명으로 태국에서 2번째로 큰 도시이다. 방콕과 가까운 곳에 위치하기 때문에 도시는 사실상 방콕 도시권의 일부로 여겨진다.